# Vasile Agura
Vasile Agura a fost un cântăreț român, dirijor și om politic născut la 29 iulie 1899, în comuna Regele Carol al II-lea,  județul Ismail.

## Educația și cariera
După ce a absolvit 6 clase la Seminarul Teologic din Chișinău, a fost numit cântăreț la biserica din comuna Traian-Nou, județul Cetatea Albă, devenind apoi primarul localității. O dată cu transferul la Catedrala din Bolgrad, unde îndeplinește slujbele de cântăreț și dirijor al corului, se intensifică și activitatea sa publică. Astfel, obține funcțiile de ajutor de primar al orașului Bolgrad, cenzor și președinte al Epitropiei liceului de băieți „Carol al II-lea”, consilier județean, președinte al Asociației cântăreților din județul Ismail, vicepreședinte al Asociației cântăreților din Basarabia, secretar al Căminului cultural „B. P. Hajdău”, cenzor al băncii populare „Bugeacul” ș. a.

## Decorații
- Crucea serviciului credincios